# Szekspirologia

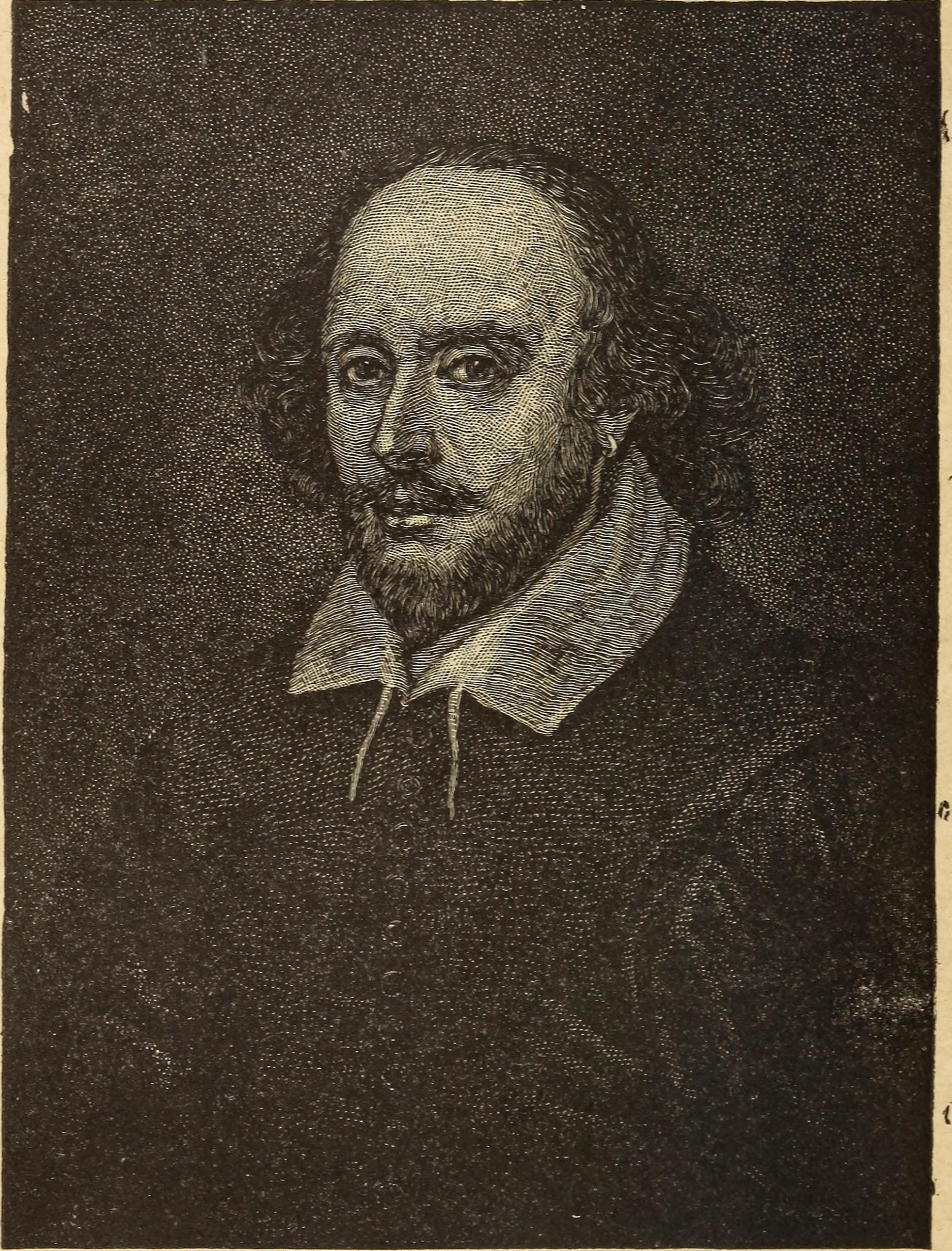
William Szekspir

Szekspirologia – dyscyplina naukowa zajmująca się badanie życia i twórczości Williama Szekspira. Sytuuje się u zbiegu filologii angielskiej, tekstologii, biografistyki i historii Anglii. Na zachodzie szekspirologią zajmował się między innymi francuski badacz Henri Fluchère. Wybitnymi polskimi szekspirologami byli Stanisław Helsztyński, Przemysław Mroczkowski i Henryk Zbierski. Na polu szekspirologii działa także Jerzy Limon, twórca Gdańskiego Teatru Szekspirowskiego. Szekspirolodzy (jak Aleksandra Budrewicz-Beratan) zajmują się między innymi analizą przekładów dzieł Szekspira na języki obce.